# Gustaf Robert Dahlander
Gustaf Robert Dahlander, född 7 juni 1834 i Göteborg, död 27 september 1903 i Stockholm, var en svensk ingenjör och fysiker, föreståndare (rektor) för KTH 1890–1902. Dahlander studerade vid Chalmerska slöjdskolan i Göteborg och Skeppsbyggeriinstitutet i Karlskrona och utexaminerades 1852 som skeppsbyggmästare, tog 1856 civilingenjörsexamen vid Högre artilleriläroverket på Marieberg, anställdes samma år som lärare vid Chalmersska slöjdskolan samt utnämndes 1862 till lektor vid Chalmers och 1870 till professor i teoretisk och tillämpad fysik vid Teknologiska institutet. 1860 blev han ledamot av Kungliga Vetenskaps- och Vitterhetssamhället i Göteborg och 1873 ledamot av Kungliga Vetenskapsakademin. Han blev filosofie hedersdoktor vid Uppsala universitet i samband med jubelfesten 1893.
Såväl i Göteborg som i Stockholm hade Dahlander ett flertal viktiga uppdrag för staten och kommunen. Exempelvis kan nämnas att han som sekreterare, och sedermera även som ledamot, i kommittén för den tekniska undervisningens ordnande (1872–1876) och genom särskilda i samband därmed stående uppdrag bidrog till reorganisationen och utvecklingen av det tekniska undervisningsväsendet i Sverige. Vidare bidrog han till ordnandet an Göteborgs kommunala vattenledningsverk samt till utvecklingen av belysnings- och telefonväsendet i Stockholm. 1883–1902 var Dahlander ledamot och ordförande i styrelsen för Tekniska skolan i Stockholm.
1890–1902 var Dahlander tillförordnad rektor för Kungliga Tekniska högskolan (KTH). Ur KTH:s utvecklingshistoria under Dahlanders ledning kan nämnas upprättandet av fackskolor för elektroteknik (1901) och skeppsbyggnadskonst, förändrade inträdeskrav, varigenom studentexamen blev obligatorisk för ordinarie elever, inrättandet av fysiskt och elektrotekniskt laboratorium, överflyttning till KTH och utvidgning av Jernkontorets materialprovningsanstalt.
Dahlanders professur omvandlades 1899 på hans eget initiativ från en professur i tillämpad fysik till en prufessor i elektroteknik. Han blev således KTH:s förste professor i ett elektrotekniskt ämne, och räknas därför som grundare av detta område på KTH.
Som vetenskaplig författare utövade Dahlander en bred verksamhet. I Vetenskapsakademins handlingar, tyska Annalen der Physik und Chemie och andra tidskrifter offentliggjorde han bland annat undersökningar rörande determinantteorin, den geometriska teorin för accelerationen, ljusets diffraktion, den mekaniska värmeteorin, metalltrådars spänstighetskoefficient, kroppars avsvalning i vätskor.
Dahlander ägnade sig även åt dramatiskt författarskap och utgav i tryck femaktstragedien Ingvar (1863), sorgespelet Sjökonungen (1879) och skådespelet En carolin (1880).
1859–1866 var han en av utgivarna av Sveriges första tekniska tidskrift, Tidskrift för teknologi och tillämpad naturlära. Dahlander författade en mängd artiklar i mekanik i Nordisk familjebok under signaturen G. R. D.. Dahlander genomförde åtskilliga resor i utlandet för vetenskapliga och tekniska ändamål, bland annat 1865–1866 som Letterstedtsk stipendiat utsedd av Vetenskapsakademin samt 1873 och 1877 på grund av uppdrag från Sveriges regering.
Far till Robert Dahlander, född 1870.